# Laevipilina cachuchensis
Laevipilina cachuchensis es una especie de molusco monoplacóforo de la familia Neopilinidae.

## Distribución geográfica
Se distribuye por el océano Atlántico ibérico.